# Ansan Mugunghwa FC
Ansan Mugunghwa FC, auch bekannt als Police FC, ist ein Fußballfranchise aus Ansan, Gyeonggi-do, Südkorea. Das Franchise spielte in der K League Challenge, der zweithöchsten Spielklasse Südkoreas. Während des Militärdienstes spielten südkoreanische Fußballspieler dort.
Der Verein spielte von 2013 bis zu ihrer Auflösung in der K-League Challenge, davor spielten sie in der R-League.

## Geschichte

### Gründungszeit (1961–1967)
Ursprünglich wurde der Verein 1961 als National Police Department FC gegründet. Ein Jahr später nannten sie sich allerdings in Seoul Police Department FC um, ehe sie 1967 wieder zum ursprünglichen Namen zurückkehrten. Im November 1967 wurde der Verein allerdings aufgelöst. In der Zwischenzeit nahm der Verein am Korean President’s Cup (Vorgänger Wettbewerb vom Korean FA Cup), sowie an der Nationalen-Koreanischen-Halbprofi-Fußball-Liga (Vorgänger Wettbewerb der Korea National League) bis zu ihrer Auflösung im Jahr 1967 teil.

### Police-FC-Ära (1997–2013)
| Saison  | Liga     | Platz    | Punkte    | President Cup |
| ------- | -------- | -------- | --------- | ------------- |
| 1997-HR | NKHFL    | ?        | ?         | ?             |
| 1997-RR | NKHFL    | ?        | ?         | ?             |
| 1998-HR | NKHFL    | ?        | ?         | ?             |
| 1998-RR | NKHFL    | 2. Platz | ?         | ?             |
| 1999-HR | NKHFL    | ?        | ?         | ?             |
| 1999-RR | NKHFL    | ?        | ?         | ?             |
| 2000-HR | NKHFL    | ?        | ?         | ?             |
| 2000-RR | NKHFL    | ?        | ?         | ?             |
| 2001-HR | NKHFL    | 2. Platz | ?         | ?             |
| 2001-RR | NKHFL    | 2. Platz | ?         | ?             |
| 2001    | R-League | 5. Platz | 5 Punkte  | ?             |
| 2002-HR | NKHFL    | ?        | ?         | ?             |
| 2002-RR | NKHFL    | 1. Platz | ?         | ?             |
| 2002    | R-League | 6. Platz | 18 Punkte | ?             |
| 2003    | R-League | ?        | ?         | Finalist      |
| 2004    | R-League | ?        | ?         | -             |
| 2005    | R-League | ?        | ?         | -             |
| 2006    | R-League | 2. Platz | 27        | -             |
| 2007    | R-League | 4. Platz | 15        | -             |
| 2008    | R-League | 7. Platz | 13        | -             |
| 2009    | R-League | 4. Platz | 14        | -             |
| 2010    | R-League | 7. Platz | 14        | -             |

Im November 1995 wurde die Neugründung des Vereins unter den Vereinsnamen Police FC beschlossen. Dazu wurde am 7. Dezember 1995 ein Vertrag zwischen der Koreanischen Polizei und dem Fußballverband unterzeichnet. Ein Jahr später, am 29. März 1996 wurde der Verein, zum Teil mit bestehenden südkoreanischen Fußballspielern die ihren Militärdienst machten, wiedereingesetzt und dient ebenso wie der Militärverein Sangju Sangmu FC für südkoreanische Fußballspieler während der Militärdienstzeit als Verein. Der Verein trat von 1996 bis 2000 in der Nationale-Koreanische-Halbprofi-Fußball-Liga wieder an.
1998 wurden sie zum ersten Mal in ihrer Geschichte, seit der Wiedergründung Zweitplatzierter. Im Rückrundenwettbewerb mussten sie sich nur gegenüber Sangmu FC sich geschlagen geben.
2001 trat man der damals Zweiten Liga, der R-League bei. Neben der R-League spielten sie weiterhin noch bis zur Auflösung des Halbprofi-Wettbewerbs im Jahr 2002 mit. In ihrer ersten R-League-Saison spielten sie in der Zentral-Liga mit Vier weiteren Mannschaften. Dort wurden sie allerdings letzter mit nur 5 Punkten aus 16 Spielen. Den nächsten Erfolg konnten sie allerdings im selben Jahr im Halbprofi-Wettbewerb feiern. Im Hinrundenwettbewerb verlor man zwar gegen Kookmin Bank FC im Finale, dennoch waren sie mit dem Erfolg nicht unzufrieden. Im Rückrundenwettbewerb erreichten sie wieder das Finale. Dort traf man auf Ulsan Hyundai Mipo Dolphins FC. Das Finale ging zwar verloren, dennoch war es wieder ein Erfolg gewesen, Zweitplatzierter zu werden. 2002 spielten sie in der R-League wieder kaum eine Rolle. Sie wurden letzter mit 18 Punkten aus 20 Spielen. In der letzten Austragung des Halbprofiwettbewerbs konnten sie sich noch einmal in die Geschichtsbücher des Wettbewerbes eintragen. Im Finale der Rückrunde traf man auf Gangneung FC. Das Finale gewannen sie in der letzten Austragung zum ersten Mal.
2006 wurde die R-League ein wenig umreformiert und sie traten in der Gruppe B an. Dort wurde man mit 4 Punkten Rückstand zweiter. Police FC holte in 18 Spielen 27 Punkte. 2007 traten sie in der Gruppe A an, wurde allerdings Vorletzter mit 19 Punkten aus 16 Spielen. 2008 wurde die R-League wieder umreformiert und sie traten nun wieder in der Zentral-Liga an. Dort wurden sie mit 13 Punkten aus 18 Spielen enttäuschter Letzter. 2009 wurde das Gruppensystem in der R-League wieder abgeändert. In der Spielzeit 2009 traten sie in der Gruppe A an und wurden mit 14 Punkten aus 12 Spielen Vorletzter. Auch 2010 wurde man Vorletzter mit 14 Punkten aus 14 Spielen.
| Saison | Liga      | Platz    | Punkte | FA Cup        |
| ------ | --------- | -------- | ------ | ------------- |
| 2011   | R-League  | 2. Platz | 39     | -             |
| 2012   | R-League  | 1. Platz | 34     | 3. Hauptrunde |
| 2013   | Challenge | 2. Platz | 64     | 2. Hauptrunde |

In der Vorletzten R-League-Saison 2011 wurden sie überraschend Vizemeister der Gruppe A mit 39 Punkten aus 21 Spielen. In der letzten R-League-Saison 2012 vor Gründung der K League Challenge wurden sie sogar mit 34 Punkten Meister der Gruppe A. 2013 schlossen sie sich der K League Challenge an und traten aus der R-League aus.
2013 traten sie als Gründungsmitglied in der K League Challenge an. Dort spielten sie lange um die Ligameisterschaft, ehe sie am Ende der Saison einige Punkte liegen gelassen hatten. Sie wurden am Ende der Saison Zweiter mit 13 Punkten Rückstand auf Sangju Sangmu FC. In ihrer ersten K-League-Challenge-Saison führten sie zudem mit Sangju Sangmu FC das Armee-Derby durch. Ihre erste Pokalsaison seit der Neugründung des Vereins endete sehr schnell. Schon in der 2. Hauptrunde des Korean FA Cups scheiterten sie an dem U-League-Team der Universität Soongsil mit 4:2 im Elfmeterschießen. Am Ende der Saison gab die Stadt Ansan und der Verein bekannt, dass der Verein ab der darauffolgenden Saison Ansan Police FC heißen wird und im Ansan-Wa~-Stadion ihre Heimspiele austragen werden.

### Ansan-Ära (2014–2016)
| Saison | Liga      | Platz     | Punkte | FA Cup        |
| ------ | --------- | --------- | ------ | ------------- |
| 2014   | Challenge | 2. Platz  | 59     | 2. Hauptrunde |
| 2015   | Challenge | 10. Platz | 42     | 4. Hauptrunde |
| 2016   | Challenge | 1. Platz  | 70     | Achtelfinale  |

2014 zogen sie nach Ansan. Nachdem der eigentliche Wunsch Ansans, Seongnam Ilhwa Chunma FC zu kaufen scheiterte, holten sie mit Police FC einen Ersatzverein nach Ansan.
Ihre erste Saison in Ansan verlief gut. Am Ende der Saison erreichten sie den 2. Platz und qualifizierten sich damit für die Play-off-Spiele der K League Challenge. Hier fehlten ihnen am Ende 11 Punkte zum Ersten Platz. Im Finale der Play-off-Spiele trafen sie auf Gwangju FC, welches sie mit 0:3 verloren. Zuschauertechnisch war die Saison sehr enttäuschend. In 18 Heimspielen sahen sich nur 10.761 Zuschauer die Spiele an. Damit hatten sie das am zweit-schlechtesten-besuchte Stadion der K League Challenge. Die Pokalsaison verlief wieder sehr enttäuschend. Wieder scheiterten sie in der 2. Hauptrunde an einen Unterklassigen Verein. Diesmal scheiterten sie am Korea-National-League-Verein Gyeongju KHNP FC mit 2:4 im Elfmeterschießen.
Ihre Zweite Saison in Ansan verlief diesmal sehr enttäuschend. In der Liga landete man nur mit 1 Punkt Vorsprung auf den Vorletzten Platz, vor Chungju Hummel FC mit 42 Punkten aus 40 Spielen. Zuschauertechnisch konnte sich der Verein steigern. In 20 Heimspielen kamen insgesamt 33.298 Zuschauer in das Stadion. Damit konnten sie ihren Zuschauerschnitt um das Dreifache steigern. Die Pokalsaison verlief diesmal ein wenig besser. In der 3. Hauptrunde des Pokals traf man wieder auf die Universität Soongsil. Diesmal gewannen sie das Spiel mit 2:0 und zogen somit in die 4. Hauptrunde des Pokals ein. Dort scheiterte man allerdings am Ligakonkurrenten Chungju Hummel FC mit 3:4 im Elfmeterschießen.
Ihre Dritte und letzte Saison in Ansan endete Sportlich sehr erfolgreich in der Liga. Vor Beginn der Saison nannte sich der Verein in Ansan Mugunghwa FC um. In der Liga erreichte man den ersten Platz und wurden somit K-League-Challenge-Meister. Da der Verein aber nicht aufstiegsberechtigt war, durften sie nicht in die K League Classic aufsteigen. Zuschauertechnisch konnte der Verein die Vorjahreswerte nicht nochmal erreichen. In 20 Heimspielen kamen nur 20.093 in das Stadion. Die Pokalsaison verlief währenddessen besser als erwartet. In der 3. Hauptrunde des Pokals besiegte man die Sangji Universität, mit 3:0. In der 4. Hauptrunde traf man auf die Konkuk-Universität, welche man in 3:2 in der Verlängerung bezwingen konnte. Im Achtelfinale traf man auf den Vorjahrestitelverteidiger des Pokals, den FC Seoul. In Seoul mussten die Mannschaft sich allerdings mit 1:2 geschlagen geben. In der Zwischenzeit gab die Stadt Mitte der Saison bekannt, die Kooperation mit Mugunghwa FC Ende der Saison zu beenden, da der Verein nicht aufstiegsberechtigt war. Stattdessen sollte in Ansan ein städtischer Verein spielen. Am Ende der Saison wurde noch die Meisterschaft gefeiert, dennoch wurde kurze Zeit später der Verein aufgelöst. Für Ansan Mugunghwa FC tritt seit der Saison 2017 der städtische Verein Ansan Greeners FC an.

### Trainer-Historie
| Nr. | Name          | Von              | Bis              | Saison    | Bemerkung                                                    |
| --- | ------------- | ---------------- | ---------------- | --------- | ------------------------------------------------------------ |
| 1.  | Yu Dong-chun  | 29. März 1996    | 3. Juli 2001     | 1996–2001 |                                                              |
| 2.  | Kim Ki-bok    | 3. Juli 2001     | 2. November 2005 | 2001–2005 |                                                              |
| 3.  | Park Dae-je   | 3. November 2005 | 11. Oktober 2010 | 2005–2010 |                                                              |
| 4.  | Jo Dong-hyeon | 12. Oktober 2010 | 13. Januar 2013  | 2010–2013 |                                                              |
| 5.  | Lee Heung-sil | 13. Januar 2013  | 31. Oktober 2016 | 2013–2016 | Wechselte zum Städtischen Nachfolge-Verein Ansan Greeners FC |

### Entwicklung des Vereinsnamens
- 1996 bis 2013 Police FC
- 2014 bis 2015 Ansan Police FC
- 2016 Ansan Mugunghwa FC

## Stadion
Ihre Heimspiele trug die Mannschaft im Ansan-Wa~-Stadion aus.